# 千葉雅也
千葉 雅也（ちば まさや、1978年12月14日 - ）は、日本の哲学者・小説家。立命館大学大学院先端総合学術研究科教授。研究分野は、哲学および表象文化論。パリ第10大学および高等師範学校を経て、東京大学大学院総合文化研究科超域文化科学専攻表象文化論コース博士課程修了。学位は、博士（学術）（東京大学・課程博士・2012年）。
フランス現代思想と、美術・文学・ファッションの批評を連関させて行う。著作に『動きすぎてはいけない』(2013年)、『別のしかたでーツイッター哲学』(2014年)、『勉強の哲学』(2017年)、『意味がない無意味』(2018年)、『現代思想入門』(2022年)など。

## 人物
- 東京大学教養学部から修士課程までは中島隆博、博士課程では小林康夫に師事。留学先のパリ第10大学大学院哲学科ではカトリーヌ・マラブーに師事。
- 小説執筆にあたっては、サミュエル・ベケットやパウル・クレーのような日々の出来事をただ書くという「日記的な」文体を参考にしたと発言している[2]。
- ギャル男ファッションの表象文化論的研究も行なっており、自身もギャル男ファッションを身にまとっていることが多い[3]。
- 自身が同性愛者であることを公表しており、マイノリティーやセクシュアリティに関する論考も多い。また小説には自伝的な描写がみられる。

## 経歴
1978年、栃木県宇都宮市で生まれる。両親が美術系出身だった影響で、小さいときからアート・デザインに親しむ。栃木県立宇都宮高等学校に入学。中学までは美大進学を考えていたが、高校では美術部に入り、美術部顧問の先生を通じて浅田彰など「ニューアカデミズム」の批評家を知る中で、本格的に批評に触れるようになり、自ら文章を書くようになる。
1997年、東京大学文科Ⅲ類入学。大学時代は、クラブに出向いてみたり、新宿二丁目の飲み屋に足を運ぶなどして、90年代後半の東京のストリートファッションなどのサブカルチャーや、セクシュアリティーなどの現代思想的なテーマに実地で触れる。駒場時代は、久保田晃弘、田中純、黒住真、上野千鶴子などの授業に刺激を受ける。教養学部に進学し修士課程まで中島隆博に師事。2001年、東京大学教養学部超域文化科学科（表象文化論分科）卒業。2004年、東京大学大学院総合文化研究科超域文化科学専攻修士課程終了。2005年9月から2007年3月まで、フランスの高等師範学校へ外国人研究生（フランス政府給費留学生）として留学。2005年10月から翌年9月まで、パリ第10大学に留学しデリダ派として知られるカトリーヌ・マラブーに師事する。2006年、同大学文学・言語・哲学科哲学専攻Master2課程修了。
2007年4月に日本帰国。2009年3月まで日本学術振興会特別研究員。2009年4月より東京大学グローバルCOE「共生のための国際哲学教育研究センター」（UTCP）研究員。哲学者・批評家としての本格的な活動を開始する。2012年2月、東京大学大学院総合文化研究科超域文化科学専攻博士課程修了（表象文化論コース）。博士（学術）。学位論文は『ジル・ドゥルーズと生成変化の哲学』。同著で第4回紀伊國屋じんぶん大賞、第5回表象文化論学会賞受賞（2014年）。
博士号取得後、2012年10月より立命館大学大学院先端総合学術研究科准教授（哲学・表象文化論専攻）。2017年10月から2018年1月、サバティカルとして、ハーバード大学エドウィン・O・ライシャワー日本研究所の客員研究員として米国ボストンに4か月滞在。ホテルやカフェでの体験をまとめた散文集を『アメリカ紀行』（文藝春秋）として発表。2019年、初の長編小説『デッドライン』（新潮社）を発表し、第41回野間文芸新人賞受賞。2018年3月より表象文化論学会理事。2020年4月、立命館大学先端総合学術研究科教授。2023年、『現代思想入門』（講談社現代新書）で中央公論新社新書大賞2023大賞受賞。

## 思想
- 学生時代から大陸哲学、特にフランス現代哲学を専門的に研究し、東京大学修士論文、パリ第10大学Master2論文、東京大学博士論文に至るまで、一貫してジル・ドゥルーズの哲学をメインテーマとしている。
- カンタン・メイヤスーの主著『有限性の後で』の翻訳にかかわるなど、思弁的実在論と呼ばれる哲学運動の日本への紹介者の一人としても知られる。形而上学・存在論、美学、倫理学、精神分析学、セクシャリティの哲学などの分野にかかわり、さらには英語圏の分析哲学系の諸理論に架橋する幅広い研究を行っている。
- 東京大学教養学部超域文化科学科及び同大学院総合文化研究科修士課程では中島隆博、博士課程では小林康夫に師事する。後に初の単著哲学書『動きすぎてはいけない』として刊行されることとなった博士論文「ジル・ドゥルーズと生成変化の哲学」においては、主査を小林康夫が、副査を小泉義之、高橋哲哉、中島隆博、松浦寿輝らが務めた[9][7]。東京大学大学院総合文化研究科博士課程在学中にフランスのパリ第10大学大学院哲学科、およびパリ高等師範学校に留学。パリ第10大学大学院哲学科ではカトリーヌ・マラブーに師事。帰国後、東京大学「共生のための国際哲学教育研究センター」をベースに、哲学者・批評家としての本格的な活動を開始する。日本学術振興会特別研究員としては、東京大学大学院人文社会系研究科准教授の鈴木泉に師事した。
- 『動きすぎてはいけない』（博士論文「ジル・ドゥルーズと生成変化の哲学」）は、東浩紀（『存在論的、郵便的』など）及び浅田彰（『構造と力』や『逃走論』など）から強い影響を受けている。『動きすぎてはいけない』のあとがきにおいて、自らの研究はその二人の研究成果に導かれたものだとしている[10]。
- 千葉は、東京大学教養学部及び総合文化研究科修士課程において指導教官であった哲学者・中島隆博を「大恩人」といい[11]、「学界の系譜としては、まず中島隆博の弟子という自己認識をもっています」と述べている[12]。論文タイトルの付け方として、「対象テクストにおいて特権的に注目されるイディオムをひとつ抜き出し、それを論文のメインタイトルに掲げ……」「説明はサブタイトルで補う」という方法も、中島へのオマージュであるという[13][14][15]。千葉は自身の書き物について、かつて中島が大学院生時代以降（特に1990年以降）に若手研究者として『中国哲学研究』（東京大学中国哲学研究会刊行の学術雑誌）に書いていた諸論文への「返歌」として書いている面があるとも述べている[16]。
- 近代日本の哲学者では、九鬼周造を尊敬しているという[17]。留学後に九鬼がある種のクールジャパン論として『「いき」の構造』を著したことについては、同じく留学後にギャル男論を著した自らの経験と重ね「他人事とは思えない」と述べている[18]。九鬼の主著『偶然性の問題』において展開される形而上学体系については、九鬼の思弁的な極まりにおけるカンタン・メイヤスーのとの類似性を指摘した上で、マクロに考えるメイヤスーと、ミクロロジー的である九鬼の哲学の違いを指摘し、「九鬼の哲学とは、邂逅の、出会いの、逢い引きのミクロロジーである」としている[19]。
- 自身の哲学研究活動に「人生論的転回」を引き起こした哲学者は特に中島隆博と小泉義之であるとし、その「人生論的転回」とは「凡百のヒューマニズムを批判しながら、それでも人生の機微を考えるということ」であるとしている[20]。

## 略歴
- 1978年12月、栃木県宇都宮市生まれ
- 1997年3月、栃木県立宇都宮高等学校卒業
- 1997年4月 - 1999年3月、東京大学教養学部文科三類
- 1999年4月 - 2001年3月、東京大学教養学部超域文化科学科（表象文化論分科）
- 2001年4月 - 2004年3月、東京大学大学院総合文化研究科超域文化科学専攻修士課程（表象文化論コース）。修士論文：ジル・ドゥルーズと「哲学的動物」――愚かさ、節約、生成変化
- 2004年4月 - 2012年2月、東京大学大学院総合文化研究科超域文化科学専攻博士課程（表象文化論コース）。博士論文：ジル・ドゥルーズと生成変化の哲学[7]
- 2005年10月 - 2006年9月、パリ第10大学文学・言語・哲学科哲学専攻（2005年度 - 2006年度 フランス政府給費留学生）Master2課程（Master2論文「Le temps du masochisme, ou l'en-deçà de principe de plaisir chez Gilles Deleuze」）[6]
- 2005年9月 - 2007年3月、高等師範学校 (フランス)、外国人研究生（2005年度 - 2006年度 フランス政府給費留学生）
- 2007年4月 - 2008年9月、独立行政法人日本学術振興会特別研究員DC2
- 2008年10月 - 2009年3月、独立行政法人日本学術振興会特別研究員PD
- 2009年4月 - 2012年3月、高崎経済大学経済学部非常勤講師
- 2009年4月 - 2010年3月、東京大学グローバルCOE「共生のための国際哲学教育研究センター」（UTCP）特任研究員
- 2010年4月 - 2012年3月、東京大学グローバルCOE「共生のための国際哲学教育研究センター」（UTCP）共同研究員[21]
- 2010年4月 - 2012年9月、独立行政法人日本学術振興会特別研究員PD
- 2010年7月 - 2011年3月、東京藝術大学大学院映像研究科非常勤講師
- 2011年4月 - 2012年9月、慶應義塾大学文学部非常勤講師
- 2012年4月 - 2012年9月、跡見学園女子大学文学部現代文化表現学科兼任講師
- 2012年10月 - 2020年3月、立命館大学大学院先端総合学術研究科准教授（哲学・表象文化論専攻）
- 2020年4月 - 現在、立命館大学大学院先端総合学術研究科教授（哲学・表象文化論専攻）

兼職
- 2008年11月、近畿大学国際人文科学研究所東京コミュニティカレッジ四谷アート・ステュディウム、ゲスト講師
- 2008年9月 - 2010年3月、表象文化論学会編集委員
- 2012年10月 - 現在、立命館大学生存学研究センター運営委員
- 2013年4月 - 2018年3月、表象文化論学会企画委員
- 2017年10月 - 2018年1月、ハーバード大学エドウィン・O・ライシャワー日本研究所客員研究員（学外研究）
- 2018年3月 - 現在、表象文化論学会理事

## 所属学会
- 表象文化論学会
- 日本哲学会
- 日仏哲学会
- 美学会
- 社会思想史学会

## 賞歴
- 2013年 - 第4回紀伊國屋じんぶん大賞2013「大賞」（『動きすぎてはいけない――ジル・ドゥルーズと生成変化の哲学』に対して）[8]
- 2014年 - 第5回表象文化論学会賞（『動きすぎてはいけない――ジル・ドゥルーズと生成変化の哲学』に対して）[22]
- 2019年 - 第41回野間文芸新人賞（『デッドライン』）
- 2021年 - 第45回川端康成文学賞（『マジックミラー』）
- 2023年 - 新書大賞2023（中央公論新社主催）「大賞」（『現代思想入門』）
- 2023年 - 令和4年度京都市芸術新人賞[23]

候補歴
- 2019年 - 第162回芥川龍之介賞候補（『デッドライン』）
- 2020年 - 第33回三島由紀夫賞候補（『デッドライン』）
- 2021年 - 第165回芥川龍之介賞候補（「オーバーヒート」）
- 2023年 - 第36回三島由紀夫賞候補（『エレクトリック』）
- 2023年 - 第169回芥川龍之介賞候補（『エレクトリック』）

## 著作

### 論考

#### 単著
- 『動きすぎてはいけない：ジル・ドゥルーズと生成変化の哲学』（河出書房新社、2013年）（のち河出文庫、2017年）
  - 博士論文「ジル・ドゥルーズと生成変化の哲学」を改稿したもの。第4回紀伊國屋じんぶん大賞受賞作。
- 『別のしかたで：ツイッター哲学』（河出書房新社、2014年）
- 『勉強の哲学：来たるべきバカのために』（文藝春秋、2017年）
- 『メイキング・オブ・勉強の哲学』（文藝春秋、2018年）
- 『意味がない無意味』（河出書房新社、2018年）
- 『アメリカ紀行』（文藝春秋、2019年）
- 『現代思想入門』（講談社現代新書、2022年）
- 『センスの哲学』（文藝春秋、2024年）

#### 共著
- 『ヘーゲル入門』（河出書房新社、2010年）
- 『ファッションは語りはじめた――現代日本のファッション批評』（フィルムアート社、2011年）
- 『相対性コム デ ギャルソン論――なぜ私たちはコム デ ギャルソンを語るのか』（フィルムアート社、2012年）
- 『踊ってはいけない国、日本――風営法問題と過剰規制される社会』（河出書房新社、2012年）
- 『ラッセンとは何だったのか？――消費とアートを越えた「先」』（原田裕規編、フィルムアート社、2013年）
- 『ずるずる、ラーメン (おいしい文藝)』（河出書房新社、2014年）
- 『「シェア」の思想――または愛と制度と空間の関係』（門脇耕三編、LIXIL出版、2015年）
- 『岩波講座現代7 身体と親密圏の変容』（大澤真幸、佐藤卓己、杉田敦、中島秀人、諸富徹編、岩波書店、2015年）
- 『高校生と考える世界とつながる生き方』（石川九楊、川俣正、木村草太、隈研吾、黒崎政男、香山壽夫、近藤譲、酒井啓子、桜井進、佐々木敦、杉田敦、千住博、千田有紀、月尾嘉男、西崎文子、長谷正人、原武史、平田オリザ共著、左右社、2016年）
- 『21世紀の勉強論』（マキタスポーツ、入不二基義、今井むつみ、山下柚実、佐々木俊尚、中原淳共著、中央公論新社「中央公論Digital Digest」、2017年）
- 『世界哲学史8 ――現代 グローバル時代の知』（伊藤邦武、山内志朗、中島隆博、納富信留共編、筑摩書房(ちくま新書)、2020年）
- 『ライティングの哲学――書けない悩みのための執筆論』（山内朋樹、読書猿、瀬下翔太 共著、星海社新書、2021年）
- 『ブルシット・ジョブと現代思想』（大澤真幸共著、左右社、2022年）
- 『多様性の時代を生きるための哲学』（鹿島茂、東浩紀、ブレイディみかこ、ドミニク・チェン、宇野重規、石井洋二郎共著、祥伝社、2022年）

#### 対談・鼎談集
- 『思弁的実在論と現代について　千葉雅也対談集』（青土社、2018年）
- 『欲望会議 「超」ポリコレ宣言』（二村ヒトシ、柴田英里共著、KADOKAWA、2018年）
- 『「学び」がわからなくなったときに読む本』（鳥羽和久編著、矢野利裕、古賀及子、井本陽久、甲斐利恵子、平倉圭、尾久守侑共著、あさま社、2024年）

#### 監修
- 『哲子の部屋3――“本当の自分”って何？』（NHK『哲子の部屋』制作班著、河出書房新社、2015年）

#### 解説
- 『構造と力』（浅田彰著、中央公論新社〈中公文庫〉、2023年）文庫版解説

#### 翻訳
- カトリーヌ・マラブー、『ハイデガー、資本主義の批判者――経済という隠喩の運命』（メディア・デザイン研究所『SITE ZERO/ZERO SITE』第0号、2006年）
- ジャック・デリダ、『ドゥルーズにおける人間の超越論的「愚かさ」と動物への生成変化』（西山雄二共訳、青土社『現代思想』第37巻8号、2009年）
- フェリックス・ガタリ、『アンチ・オイディプス草稿』（國分功一郎共訳、みすず書房、2010年）
- ジル・ドゥルーズ、『ジル・ドゥルーズの「アベセデール」』（映像作品）（國分功一郎（監修）、三浦哲哉、角井誠、須藤健太郎、岡嶋隆佑共訳、角川学芸出版、2015年）
- カンタン・メイヤスー、『有限性の後で――偶然性の必然性についての試論』（大橋完太郎、星野太共訳、人文書院、2016年）

### 小説

#### 単著
- 『デッドライン』（新潮社〈新潮文庫〉、2019年）
- 『オーバーヒート』（新潮社〈新潮文庫〉、2021年）、短編「マジックミラー」を収録。
- 『エレクトリック』（新潮社、2023年）

## 論文
- 立命館大学研究者学術情報データベース「千葉雅也」論文リスト
- 国立情報学研究所収録論文 国立情報学研究所